# Matadorerne
Matadorerne var en rockgruppe der blev dannet i januar 1964 i København. Dengang kaldet for en pigtrådsgruppe, gruppen har også brugt følgende navne Matadors, Die Matadore, Bobby Winson & The Matadors. Gruppen blev dannet af Tommy "P" Petersen, Freddy Andreasen, Freddie Kademann og Per Stockmar, men nåede at have en række forskellige sammensætninger inden den gik i opløsning i 1967.

## Historie
Startkonstellationen havde følgende medlemmer:
- Tommy "P" Petersen, sang og orgel (tidligere medlem af The Rocking Ghosts og The Giants)
- Freddy Andreasen, guitar (tidligere Medley Swingers)
- Freddie Kademann, bas (tidligere Strangers)
- Per Stockmar, trommer (tidligere Danish Sharks)

Gruppen debuterede som backing for Lecia & Lucienne ved et engagement i Folkets Hus i januar 64.
I 1964 omdannes gruppen:
- Jan Jerichau, trommer (tidligere Go-Getters) erstattede Stockmar
- Bobby Winson, sang og guitar erstattede Freddy Andreasen.

Med Winson som sanger indspilledes nummeret Memphis Tennessee. Under turné i Tyskland i sommeren 1964 opnåede Matadorerne et mindre hit med nummeret, hvilket betød at gruppen genindspillede Memphis Tennesee med tysk tekst og Tommy P. som sanger. Gruppen optrådte blandt andet i tysk fjernsyn. Samarbejdet med Winson varede dog kun i kort tid, og Freddy Andreasen vendte tilbage.
I april 1965 reorganiseredes gruppen med Tommy P. som eneste oprindelige medlem, nye medlemmer var
- Irving Waldorf, trommer (tidligere med i Beefeaters)
- Johnny Axkjær, guitar (tidligere Beatnicks)
- Tommy »Bas« Petersen, bas (tidligere Beatnicks).

Med denne besætning indspillede de Tommy P’s. kompositionen My Situation, som siden er blevet en dansk pigtrådsklassiker. Nummeret blev anvendt året efter i Knud Leif Thomsens film Gift.
I sommeren 1965 forlod Axkjær og Tommy ”Bas” Petersen gruppen og erstattedes af
- Ulrik Hansen, guitar (tidligere Los Flamingos).
- Frank Sveidahl, sang og bas (tidligere Hellions)

Matadorerne opnåede med denne besætning stor succes ikke mindst via filmmusikken til Frede-filmene med numrene "Love Birds" og "Relax Frede" samt en beatudgave af revyslageren "Såd'n var det ikke i halvfemserne". Samtidig arbejdede Matadorerne seriøst med at fylde et album med andet end hitsingler og nogle B-sider. Debutalbummet Olé var præget af Ray Charles' souljazz og Jimmy McGriffs orgel. Næste LP The way we do it viste større personlighed, men mindre råstyrke.
I oktober 1966 forlod Tommy P. gruppen for at danne Tommy P's Studio Group.
Johnny Bjørn på orgel trådte ind som erstatning for Tommy P., og gruppen ændrede musikalsk stil til en mere personlig og progressiv stil, inspireret af bl.a. Graham Bond.
Matadorerne opløstes i efteråret 1967.

## Diskografi

### Albums
- Ole` (1965)
- The Way We Do It (1966)
- Mark III (1967)
- The Complete Recordings 1964-1967, (Dobbel-CD, tysk udgivelse)
- My Situation/The Complete Matadors/Matadorerne 1964-1967 (Dobbel-CD)

### Singler
- "Volga/The Pitch, 1964
- "Memphis Tennessee"/"You`re My Dream", 1964
- "Memphis Tennessee" (tysk indspilning)/"You`re My Dream" (kun udsendt i Tyskland)
- "My Situation"/"Why Feeling Blue, 1965
- "I love Spring"/"Little Lover", 1965
- "Love Birds"/"Last Love"
- "Relax Frede"/"Skip It", 1966
- "Såd`n Var Det Ikke I Halvfemserne"/"Outrage"